# 武王克殷
武王克殷（ぶおうこくいん）は、『説苑』の武王が殷の帝辛を討つ場面の冒頭の4字、およびその場面。本文では後者について説明する。

## 1度目の挙兵
姫発（後の武王）の父の姫昌は、諸侯に幾度となく放伐を薦められたが、主君である帝辛を討つのは道に反するということで、これを退けた。
姫昌亡き後を継いだ姫発は、太公望と呼ばれた呂尚の助けも借りつつ、父同様に善政を敷き、諸侯は殷の帝辛の下を離れ、周の姫発の下に集った。そして諸侯に促され、姫発は帝辛を討つことを決意した。
姫発は徳があることで知られていた父の木主（位牌）を掲げて挙兵した。父の位牌とともに盟津まで進軍した。この時、幾つもの瑞兆が現れ、800にもおよぶ諸侯が参加した。しかしこの時、姫発は天の声を聞き時期尚早と考え、撤兵した。

## 2度目の挙兵
兵を引いて2年の後、帝辛の苛政は一層激しさを増し、再び挙兵した。諸侯はこれに応じ、戦車300乗、士官3000人、武装兵45000人が集まった。牧野において、殷兵70万と対峙したが、殷の奴隷兵は帝辛に反旗を翻し、姫発はこの戦いに勝利した。
一方で牧野の戦いに敗れた帝辛は、首都朝歌（現在の殷墟）に退き、鹿台という高塔に登り、火を放って焼身自殺した。これにより、殷王朝は滅びたとされる。帝辛の死後、朝歌に入城した姫発は、帝辛の焼死体を探し出し、矢を打ち込んで、首を鉞で落とし、殷放伐の完了を宣言した。これが紀元前1027年のことであったとされる。
姫昌の考えと同じく、帝辛を討たずに世を治まることを姫発に進言していた伯夷・叔斉は、これに反発して周を去り、周の作物は食べられないと言って首陽山に籠もり、草木を食べていたがやがて餓死したとされる。司馬遷はこれについて、悪人とされた盜蹠も比較対象として、「天道是邪非邪」（善人が報われるのは本当だろうか）と述べている。

## 周の創始
周を建てるにあたり、帝辛の叔父の箕子を朝鮮に封じ、帝辛の異母兄の微子啓を宋に封じ、殷の祭祀が絶えないようにした。また、神農の子孫を焦、黄帝の子孫を祝、堯の子孫を薊、舜の子孫を陳、禹の子孫を杞に封じ、古代の王たちの祭祀も継承するようにした。
また、国師・軍師の呂尚（太公望）を斉、弟の周公旦を魯、召公奭を燕、管叔鮮を管、蔡叔度を蔡に封じた。
太伯の弟にあたる虞仲の曾孫である周章を呉、さらにその弟の虞仲を北方の虞に封じた。
また、鎬京に都し、武器を捨てることで、今後は平和を保つという意思を示した。これにより、周王朝1000年の基礎が築かれた。